# Deby LaPlante
Deby LaPlante (eigentlich Deborah C. LaPlante, geb. Lansky, in zweiter Ehe Smith; * 3. April 1953 in Trenton, Michigan) ist eine ehemalige US-amerikanische Hürdenläuferin, die sich auf die 100-Meter-Distanz spezialisiert hatte.
Bei den Panamerikanischen Spielen 1975 in Mexiko-Stadt gewann sie Silber, und bei den Olympischen Spielen 1976 in Montreal erreichte sie das Halbfinale.
1979 siegte sie bei den Panamerikanischen Spielen in San Juan und wurde Vierte beim Leichtathletik-Weltcup in Montreal.
Je zweimal wurde sie US-Meisterin über 100 m Hürden (1978, 1979) und US-Hallenmeisterin über 60 Yards Hürden (1976, 1978). Insgesamt stellte sie vier nationale Rekorde über 100 m Hürden auf, zuletzt am 16. Juni 1979 in Walnut mit 12,86 s.